# 辰巳シーナ
辰巳 シーナ（たつみ シーナ、1993年3月14日 - ）は、日本のモデル、グラビアアイドル、女優、占い師。
2015年9月から2022年8月まで、恵比寿★マスカッツのメンバーとして活動。
2022年8月より、神奈川県横浜市関内で和風コンカフェ「はねやすめ」をオープンし、オーナーを務めている。所属事務所はアヴィラ、レグルスペード合同会社を経てフリー。神奈川県出身。

## 略歴
- 2014年9月23日、DVD『Galaxy-Na』の発売記念イベントを開催[3]。
- 2015年2月8日、DVD『恋、シーナ』の発売記念イベントを開催[4]。
- 2015年5月16日、DVD『きみがほしいな』の発売記念イベントを開催[5]。
- 2015年6月18日 - 21日、舞台『六三四第壱回本公演『刀神姫抄-TOUZINKISHO-』に鈴猫役として出演[6]。
- 2015年9月24日、恵比寿★マスカッツのメンバーになる[7]。
- 2018年11月12日、カネッシー金子（生徒会長金子）が務める「KINGLYMASKチャンネル vol.1」にゲスト出演したところ、反響が大きく、以降「KINGLYMASKチャンネル vol.2」からMCに就任。また、KINGLYMASKのモデルも務める。
- 2018年12月からクリスマス会（オフ会）を月1回で開催しており、のちに自分自身でお店を出すことを目指し「スナック辰巳」として2022年8月まで定期的にイベントを開催。
- 2018年12月15日、恵比寿マスカッツの「冬の卒業式ライブ」にてソロ曲の『パラダイスBADライン』を発表。[8]
- 2019年7月18日 - 9月11日、LINE LIVEで行われたsmart専属モデルオーディションで女性部門1位を勝ち取り、smartの専属モデルに就任。[9]
- 2019年8月から占い活動を再開している。
- 『#ootd japan（KINGLY MASK）1日店長』を2019年12月から月1回で行っていた。
- smart 2020年4月号にて、ちんかめのモデルを務めた[10]。
- 2020年5月15日、恵比寿マスカッツの『DIGITAL NOISE』のプレ公開、正式リリースで冒頭のナレーションを務めている。[11][12]
- 2020年6月、『シーナ先生の占いやさん』のホームページを自ら立ち上げ運営する。緊急事態宣言の自粛期間中行ったzoom占いの受付、お手紙占いを始め、追加でメール占いや、パワーストーン入りのおみくじなどの販売なども行っている。また、ブログなども兼ねている。アシスタントとして自身が飼っているマメルリハも紹介している。[13]
- 同じグループメンバーの神崎紗衣のYouTubeチャンネル『神崎紗枝の「さえちゃんねる」』に占い師としてゲスト出演し、実際の占いの様子を披露した。[14]
- 2020年8月5日、恵比寿マスカッツ内のグループとして桃乃木かなと如月さやとガールズロックグループ『MOMOROCK』を結成し、新曲『PUZZLE』をリリースした。[15][16]
- 2020年8月5日、MOMOROCKとしてABEMA TVの『矢口真里の火曜The NIGHT』にゲストとして出演し、新曲を披露した。占い師としてMCの矢口真里、岡野陽一と番組内で占いコーナーを持つ沖口優奈らを占ってみせた。その結果、次週からの占いコーナーの名称が変わる影響を出し、出演はしていないが名前が出されている。[17]
- ボートレース平和島のGI開設66周年記念トーキョー・ベイ・カップの開催告知のモデルを務め、2020年9月4日にCMが公開された。CMはボートレース平和島のYouTubeの公式チャンネル以外に山手線内のまど上チャンネル（車内ビジョン）や、京浜東北線トレインチャンネル、渋谷IGビジョン、シブハチヒットビジョン、御徒町と六本木と秋葉原の屋外ビジョンでも放映された。[18]
- 2020年11月、恵比寿マスカッツを卒業した上原亜衣の「あいちゃんねる」にゲストとして登場。当時のことについての雑談回と、カラー診断を行う回、実際にタロット占いを行う回の3回に分け出演をした。[19]
- 2021年1月、行われたスマホのゲームアプリ『クリスタルオブリユニオン』と恵比寿マスカッツのコラボに、5人のうちのひとりとして参加。自身がモデルとなったアイコンがゲーム内で配られた。また、ゲーム好きなこともあり、自らもプレイをし、あるランキングでは1位を獲得していた。[20]
- 2021年の年明けに自身で運営をしている『シーナ先生の占いやさん』に親戚にあたる「雪だるま」先生（命名：辰巳シーナ）というVtuberと谷口彩菜を迎え入れ、占いやさんの代表となる。他にも占い師や相談役をしてくれる女性を募集をしている。[21]
- 2021年2月22日をもって所属していたアヴィラを退所[22]。
- 2021年2月16日、『シーナ先生の占いやさん』を占い以外でも気軽に相談できる場所にしたいということで、『シーナ先生の相談やさん』に改名。そして3月に佐倉仁菜を新しい相談役の先生として迎え入れた。[23]
- 2021年4月19日、『シーナ先生の相談やさん』に同じ恵比寿マスカッツメンバーである301先生（黒沢美怜）が加わった。[24]
- 2021年5月1日、自身のYouTubeチャンネル『素朴な休日』を開設し、初の動画を公開した。撮影・編集も自身で行っており、編集のためにMacBook Proを購入した。また、Twitter上で行っていた『週のカラー診断』を終了し、代わりに動画内の最後に『週の12星座占い』も行っている。[25]
- 2021年5月30日、MVのモデルを務めたNatural Hの「Summer Dayz」がiTunes初登場レゲエチャート1位を獲得した。[26]
- 2021年9月28日、Fantiaに日常のことや写真を載せる【ファンクラブぽさもある秘密のサイト「ひみつにしてね」】を開設。占いなどの特典が受け取れる入会プランもある。[27]
- 2021年9月から配信アプリ「TTX」の配信タレントとしても活動している。[28]
- 2022年4月20日、レグルスペード合同会社に所属。
- 2022年5月4日、日本テレビで放送された「1周回って知らない話」の再現VTRで広末涼子役を務めた。[29]
- 2022年7月8日、オンエアされたABEMAでの恵比寿マスカッツのレギュラー番組「おねうち!!!マスカット」において第2世代恵比寿マスカッツのメンバー全員の卒業が発表。同年8月13日、恵比寿ガーデンホールにて開催されたライブ「第2世代恵比寿マスカッツ 真夏の卒業式」が恵比寿マスカッツのメンバーとして最後のライブになった。
- 2022年7月15日、東京ポートシティ竹芝で開催された「週刊SPA!」主催の「ポーカー美女最強決定戦」にて、集めたスーパーチャットの額、ポーカーの成績ともに1位を獲得した。[30]2022年8月2日号の週刊SPA!にその様子も掲載され、験担ぎとして赤い勝負下着を着用して行ったことを明かしている。
- 2022年12月、専属モデルを務めたsmartのWebサイトにて、月の前後半に分けて2回更新の占いコラムがスタートした。12星座の運勢と共に自作イラストも掲載され、たびたび記事ランキングの1位を獲得するほどの人気を博している。2023年8月に月1回のランキング形式にリニューアルした[31]
- 2023年4月2日、「ひとつなぎ」にてクラウドファンディングで30歳記念として初めての写真集を作成するために支援の募集を開始。1ヶ月期間を延長をし、6月末に目標を達成し写真集の作成を開始。写真集は9月 - 10月に支援者の手に渡るようになっている。[32]
- 2024年2月2日、レグルスペード合同会社を退所。
- 2024年7月18日、グラビア界復帰作品として5年ぶりのイメージDVDを発売した。予約時点でAmazon女性アイドルDVD部門のランキングで1位を獲得し[33]、発売時はDMMTVグラビア売れ筋ランキング1位を獲得した。
- 2024年11月5日、YouTubeチャンネルの登録者数10万人を達成。

## 人物
- 中国との混血（ハーフ） [34]。
- ファンの愛称はひらがなで『たつまにあ』。「辰巳シーナマニア」の略と思われがちだが、実際にはマネージャー発案で『辰巳シーナのファンだなんて・・・マニアックですね』の略称である。
- 祖父が占い師。
- 仕事の合間を縫って、占いの知識と技術向上のため専門の学校に通っている。
- 緊急事態宣言の自粛期間中にLINELIVEにて毎週金曜日にカンパイ配信（雑談）、日曜日にタロットを使った週の星座占い配信を行っていた。[35]
- 就寝時はノーパン、ノーブラ。LINELIVEなどでも何度か発言しているが家では基本的に裸[36]。
- 酒が好き。中でも好きなのがビールであり『最初の一杯は何が多いですか?』と聞かれ『最初の一杯はビール（アサヒ）で二杯目からはずっと焼酎』と明言している
- 湯豆腐が好物。
- 魚を食べない。好き嫌いではなく、『魚であれば何が何でも食べない。好き嫌いとかじゃなくて 金魚ずっと飼ってるからお魚は食べないって決めてる』と明言している[37]。
- 出前館のゴッド会員である[38]。
- 実家で犬を飼っていた。犬種はパグ。名前は『ささご』、メスで『ささちゃん』の愛称。のちに小鳥を飼うほどの動物好き。
- 2019年6月からインコを飼っており、翌月にもう一羽飼い合計で2羽飼っていた。種類はマメルリハ。名前は青白い色のメスが『くもり』、グレーのオスが『こおり』。そのため小鳥モチーフの命名のものや、グッズなどがある。
- bjリーグ（日本プロバスケットボールリーグ）の観戦。bjリーグのオフィシャルブースターでもある。Bリーグになってからは横浜ビー・コルセアーズの公認ブースターに就任。

## 和風コンカフェ「はねやすめ」
- 本人が自ら運営・営業をしているお店。
- 2022年3月14日から5月14日まで自身のGIRLS BAR開店のため「ひとつなぎ」にてクラウドファンディングの募集をしており、4月13日に目標額を達成。5月11日にストレッチゴールも達成した[39]。
- 2022年6月11日、クラウドファンディングで募集していたGIRLS BARの店名が「皆様の羽が休まるような癒し空間」という意が込められた「はねやすめ」に決まったことをロゴと同時に発表[40]。
- 2022年8月20日・21日に関係者、招待者を招いてプレオープンを行い、23日にグランドオープン。場所は横浜・関内駅から小走りで5分。営業19時～0時で行っており、定休日は月曜と火曜。コンセプトは和風で制服もそれに沿ったものになっている。のちに名称もGIRLS BARから和風コンセプトカフェに変更した[41]。
- 通常営業以外にもイベントの日もあり、恵比寿マスカッツのメンバーを1日ママとして招いたり、従業員のバースデーイベントや、季節ごとのイベントを行っている。また外部からのイベント依頼も受け付けている。
- 週1からでも一緒に働いてくれる女の子も募集しており、応募はお店のTwitterアカウントのDMで受け付けている[42]。
- お店のイベント時の来店予約などは公式LINE又はお店のアカウントのDMで受け付けている[43]。
- 2023年9月8日に公式ホームページを公開した[44]。

## 作品

### イメージDVD
- GalaxyNa（2014年8月31日、BNS）
- 恋、シーナ（2015年1月30日、エスデジタル）[45]
- きみがほしいな（2015年4月17日、@misty）
- GALAXY-NA 2（2015年7月31日、BNS）[46]
- 水玉タレントプロモーション 辰巳シーナ（2015年12月25日、ジェイ・フォース）
- 水玉タレントプロモーション グダグダ会議第二弾! 本宮麻里絵&辰巳シーナのよっぱらってみた!?（2016年6月15日、ジェイ・フォース）
- ふたりのシーナ（2017年8月31日、グラッソ）
- Secret Lover（2017年11月30日、シャイニングスター）
- 暗黒ナイトメア（2018年8月31日、グラッソ）
- 水玉タレントプロモーション グダグダ会議第3弾! セクシーを考えてみた!?（2018年11月9日、ジェイ・フォース）
- やさしい悪魔（2019年2月3日、IMPACT）
- 水玉タレントプロモーション グダグダ会議第４弾！グダグダセクシークイーン辰巳シーナ ショートクルージング＆BBQでもてなそう！（2019年9月6日、ジェイ・フォース）
- 貴方といる日はいつも曇り空（2024年7月18日、ギルド）[47]
- 二人だけの惑星（2024年11月22日、竹書房）[48]
- 快楽園（2025年3月10日、ラインコミュニケーションズ）[49]
- 蕩ける視線（2025年8月27日、スパイスビジュアル）[50]

### 写真集
- ファースト写真集 ゆめうつつ（2023年9月30日、自主制作）
- デジタル写真集 歪愛奇譚 〜辰巳シーナ〜（2024年3月14日、YOSHIKI'S MARKET.）
- デジタル写真集 「ユニーク」、「セカンドパートナー」、「愛してほしいな」（2024年8月16日、ギルド）
- デジタル写真集 魅惑のセミヌード（2024年10月29日、光文書）

## 出演

### 舞台
- アクトレースCUP（2013年6月5日）
- ヒトリボッチ（2013年9月22日）
- アクトレース（2013年10月19日）
- ただごく稀な非日常という名のイデア（2014年2月27日）
- ギャル内閣（2014年5月10日）
- QOL（2014年8月26日 - 31日）
- 六三四第壱回本公演『刀神姫抄-TOUZINKISHO-』（2015年6月18日 - 21日、新宿村LIVE） - 鈴猫 役
- 『転校生革命』（2016年7月28 - 30日） - リサ 役
- やりなおしに決めた（2017年10月26日 - 29日） - 主演
- 女々presents『エグ女3』（2017年2月28日・3月2日 - 5日） - 真紀 役
- レンタヒーロー（2018年1月17日 - 21日） - コンブー・ダシジル 役
- 猫と犬と約束の燈（再演）（2018年2月7日 - 12日） - 桜井 アン 役
- JK OF THE UNDEAD（2018年3月7日 - 11日） - 主演 アオイ 役
- レンアイドッグス（2018年6月7日 - 17日） - 真琴 役
- 「白虎隊」獅子たちの什の掟（2018年9月27日 - 30日） - 時尾 役
- あたしをくらえ。team Bウィルス（ベジタリアン）（2018年10月17日 - 21日） - 馬場キラリ 役
- 坂本真一presents。新年初笑いコント&占いジャッジメント！あんたは今年こうシーナwithいがむー（2019年1月11日） - 自己承認欲求幽霊 役
- エグ女2019 チーム女狐（2019年2月26日 - 3月3日）
- マイティガール（2019年3月27日 - 30日） - 主演 舞 役
- ありすいんわんだーらんず（2019年7月17日 - 21日） - 語り部 花島しょう子 役
- とどまるところをしらないもので（2019年11月20日 - 24日） - 駄賃があれば安泰だチン 主演 スミ子 役
- 朗読劇『Anniversary Tree』（2020年1月23日 - 26日） - キューピッド 役
- Office-9no1-「伊賀流」・「甲賀流」（2020年3月2日 - 8日） - 女郎蜘蛛 役
- いきなりステージ（2022年5月27日） - 即興劇
- 芝居イベントvol.8「ドラマを作ろう4」（2024年1月28日） - 即興劇
- 芝居イベントvol.9「Be My Valentine」（2024年2月11日） - MC
- 芝居イベントvol.10「私立シバイベ女学園」入学編（2024年4月28日） - 即興劇

### ファッションショー
- 福岡アジアコレクション（2014年3月23日）
- 東京ファッションコレクション（2014年7月12日）

### テレビ

#### ドラマ
- 眞鍋探偵事件簿 〜過ぎゆく時の中で〜（2016年10月7日 - 、TOKYO MX） - アルシア・メイリー宍戸 役

#### バラエティ
準レギュラー以上のみ
- 舟券女学院（スカパーレジャーチャンネル） - レギュラー
- アプリ娘（中京テレビ） - レギュラー
- マスカットナイト（2015年10月8日 - 2017年3月30日、テレビ東京） - レギュラー
- マスカットナイト・フィーバー!!!（2017年4月6日 - 9月28日、テレビ東京） - レギュラー
- 恵比寿マスカッツ横丁!（2017年10月5日 - 12月28日、テレビ東京） - レギュラー
- KINGLYMASKチャンネル（2018年11月12日 - 、ニコニコ生放送） - MC レギュラー[51]

#### その他
- 1周回って知らない話（2022年5月4日、日本テレビ） - 再現VTR 広末涼子 役[52]
- それゆけ!!63エンジェル!!（2024年11月1日、12月5日、12月12日　TOKYO MX） - ゲスト[53]

### 配信ドラマ
- 雨が降ると君は優しい 第1話（2017年9月16日 - 、Hulu）

### ウェブテレビ
- 格闘代理戦争（2018年12月29日・2019年12月21日、ABEMA） - ラウンドガール
- 矢口真里の火曜The NIGHT（2020年8月5日、ABEMA） - momoROCKメンバーとして出演
- 芦澤竜誠と行くぶらり喧嘩旅 京都編 #1、#2（2023年4月21日・5月5日、ABEMA） - ゲスト
- ヒロミ・指原の“恋のお世話始めました” #131（2023年6月15日、ABEMA） - 女性側出演者
- 阿佐ヶ谷で「とりあえず生！」#2（2023年10月30日、ニコニコチャンネル＋） - ゲスト[54]

### YouTube
- 神崎紗衣の「さえちゃんねる」（2020年7月23日） - ゲスト

- 恵比寿マスカッツ「マスカッツ本音酒」#22〜＃23 辰巳シーナ＆由愛可奈（2020年10月8日・16日）[55] [56]

- 上原亜衣の「あいちゃんねる」（2020年11月14日・21日・26日） - ゲスト[57] [58] [59]

- 恵比寿チャリカッツ（2021年3月24日） - ゲスト[60]

- 短編小説【ただ、それだけ】written by こぴ（2021年3月26日） - モデル[61]

- まーぼーチャンネル（2022年6月16日・6月27日・7月15日） - ゲスト[62][63][64]

- 週刊SPA!主催 ポーカー美女最強決定戦（2022年7月15日） - 出場選手[65]

- 貴ちゃんねるず（2022年8月28日）24分間テレビ2022 - ゲスト[66]

- Cutie Walk JAPAN（2022年9月16日・10月14日）浅草、上野 - モデル[67] [68]

- m HOLD‘EM メディア対抗戦[69] [70]（2022年11月9日、m HOLD‘EM公式観戦アプリ） ‐ 週刊SPA!代表

### ラジオ
- 渋谷クロスFM「東京☆VOICe」（2019年5月14日）[71]
- CLEAR'Sのお掃除＠RADIO（2019年12月9日）[72]

### ゲーム・アプリ
- クリスタルオブリユニオン×恵比寿マスカッツコラボ（2021年1月8日 - 28日）[73]

### Vシネマ
- 心霊玉手匣4（2015年4月3日、監督岩澤宏樹）

### モデル
- KINGLYMASK 渋谷 シブハチヒットビジョン（2019年2月）
- KINGLYMASK - ショップモデル[74]
- JUNON（主婦と生活社、2019年2月22日 - 2019年4月号） - KINGLYMASK モデル[75]
- mappa -「マリーさん」[76] - MV モデル
- 小悪魔ageha（トランスメディア、2019年4月1日 - 2019年5月号）Girl’s Secret® - モデル[77]
- VINTAGE VANGUARD 渋谷本店店頭モデル コラボアイテム発売（2019年8月5日 - 11日）[78]
- smart（宝島社、2019年10月 - ） - 専属モデル
- A11YOURDAYS, × KINGLYMASK 音楽とファッションで紡ぐ11本の物語 episode1「モノローグ」[79] - MV モデル
- 金のEX NEXT Vol.13（大洋図書、2020年3月14日) - NEXT BREAK 美女
- 週刊実話（日本ジャーナル出版、2020年4月16日・WEBは21日) 美女ざんまい「実話劇場」
- ちんかめ presents「Let’s get naked」展 [80] - モデル
- パナソニックの新作・『ファーストシェービングシリーズ』雑誌 smart 体験座談会レポート[81] - モデル
- ボートレース平和島 GI開設66周年記念トーキョー・ベイ・カップ 開催告知CM[82] - CMモデル
- Natural H 「Summer Dayz」 [83] - MVモデル
- サイトウケイスケ作品集「CLOSER」 [84] - スペシャルゲストモデル
- fempass 2022年2月 - カバーモデル[85]
- 週刊SPA!2022年8月2号（扶桑社、2020年3月14日）俺の夜スペシャル
- 週刊大衆 2024年5月6日・13日合併号（双葉社、2024年4月22日）第747回 しずかな贅沢湯の宿
- シン・温泉マガジン（メディアソフト、2024年4月23日）
- 週刊大衆 2024年6月24日号、7月1日号、7月8日号（双葉社、2024年6月10日・17日・24日）第753回 - 第755回 しずかな贅沢湯の宿
- 実話ナックルズGOLD vol.39（ミリオンムック、2024年7月8日）
- 実話ナックルズSPECIAL 2024 夏（大洋図書、2024年7月16日）
- FLASH 2024年11月12日・19日合併号（光文書、2024年10月29日）
- ナックルズ極ベスト vol.39（大洋図書、2025年3月13日）
- グラドル名鑑2025（らんくう、2025年3月28日）

### イベント
- 『Galaxy-Na』発売記念イベント（2014年9月23日）
- 『恋、シーナ』発売記念イベント（2015年2月8日）
- 『きみがほしいな』発売記念イベント（2015年5月16日）
- 『水玉タレントプロモーション ソフマップ進出記念イベント アヴィラ祭り!』（2016年6月17日）※MCも担当
- 『辰巳シーナの関内のんべえ横丁〜酒に占い時々来客〜』（2016年6月12日、7月24日、8月21日、10月2日、12月25日、2017年1月29日）
- 『さみぃとシーナのバスツアー』（2016年9月10日 - 11日）
- 『吉澤友貴のへべれけバス（ゲス）ツアー 〜feat.バスガイドするらシーナ〜』（2016年11月26日 - 27日）
- 『ボートレースとこなめ「スカパー!・JLC杯争奪戦」準優勝戦』舟券対決ショー・3ショット撮影会（2016年12月18日）
- 『アキバ☆ソフマップ一号店 恵比寿★マスカッツトレーディングカードVol.2発売記念イベント』[86]
- 『名古屋オートトレンド 2017』[87]
- 『R presents ANNIVERSARY party』（2019年3月10日）[88]
- 『第五回 芸能女子 酒飲みサミット！題して「酒ミット」』（2019年5月30日）[89]
- 『令和最初の筋肉運動会』（2019年6月1日）[90]
- 『NGなしxxはあり!? お姉さんと行く♡お乱れバスツアー〜ほてっちゃうぞ92's〜』（2019年9月22日 - 23日）[91]
- 『ついに変態大集結!被れ!掲げろ!!振り回せ!!!勝利の赤いパンティー感謝祭～行き帰りはポリスに捕まるなよ2019～』（2019年10月7日）[92]
- 『#ootd japan（KINGLY MASK）1日店長』（2019年12月14日）[93]
- 『大女優もいる、お乱れバスツアー♡』（2020年2月8日 - 9日）[94]
- 『バスツアー写真展〜思い出も添えて〜』（2020年2月24日）[95]
- 『smart CHAOS Fes.』（2020年2月27日）[96]
- 『EINS HIMMEL+ 1日店長』（2021年6月20日）[97]
- 『SOXSOCKS 1日店長』（2022年6月26日）[98]
- 『アサガヤショッキング』（2022年9月14日）[99]
- 『南阿佐ヶ谷ニューウォッチ酒場 1日店長』（2023年9月23日）[100]
- 『辰巳シーナ30歳記念ファースト写真集お渡し会』（2023年9月30日・10月1日・14日）[101]
- 『藤原亜紀乃、ゆーりまん、辰巳シーナの3人と行く青春日帰りバスツアー』（2024年1月20日）[102]
- 『南阿佐ヶ谷ニューウォッチ酒場 1日店長』（2024年6月30日）[103]
- 『【貴方といる日はいつも曇り空】DVD発売記念イベント』（2024年8月17日）[104]
- 『【二人だけの惑星】DVD発売記念イベント』（2025年1月4日）[105]
- 『KINGLYMASK 1日店長』（2025年1月13日）[106]
- 『【快楽園】DVD発売記念イベント』（2025年3月29日）[107]